# Сейсмоосциллятор
Сейсмический осциллятор (сейсмоосциллятор) — одномассовая динамическая система отклика на кинематическое возбуждение. В целом представляет собой классический случай линейной инерционно-упруго-вязкой консервативной (устойчивой) системы с одной степенью свободы. Такая система наглядно представлена в статье «затухающие колебания». Осциллятор состоит из трёх условных элементов: подвижного тела, пружины и демпфера — последние два соединяют тело с платформой (основанием) и являются их связями.

## Параметры сейсмоосциллятора
- М — масса тела (коэффициент инерции, любая положительная величина).
- С — жесткость пружины (показатель её линейной упругости, —//—//—).
- В — вязкость демпфера (коэффициент вязкого сопротивления, пропорционального скорости. —//—//—).
- x = x(t) — координата перемещения груза относительно основания (относительное перемещение); выражается также скоростью (x’) и ускорением (x").
- F = F(t) = M a(t) — произвольная функция сейсмонагрузки, заданная переносным ускорением основания — акселерограммой a(t).

## Уравнения динамического равновесия и движения
Уравнение вида: M x" + B x’ + C x = M a(t) , записанное в явных параметрах сейсмоосциллятора, отражает динамическое равновесие сил в системе (второй закон Ньютона). Если разделить все члены этого уравнения на массу тела (M>0), то получим уравнение движения тела в неявных параметрах (коэффициентах пропорциональности), причем приняты два варианта представления коэффициента при x’
1)  x" + 2n x’ + Po2 x = a(t) 
или
2)  x" + 2ζ Po x’ + Po2 x = a(t) 
В данном случае наибольший интерес представляет первый вариант уравнения, где оба коэффициента имеют одинаковую размерность круговой частоты (рад/с), но разный физический смысл:
n = B / 2M — показатель затухания (степень экспоненты " e —nt " в уравнении затухающих колебаний)
Po = (C / M) 0.5 — круговая частота свободных колебаний; fo = Po / 2 π — частота свободных колебаний в Гц
С их помощью могут быть получены все основные динамические параметры осциллятора.
P = (Po2 — n2)0.5 — частота затухающих (демпфированных) колебаний системы.
d = 2π n / P — логарифмический декремент колебаний.
k = d / 2 π — относительное демпфирование; также: k = n / P
Ψ = 2 k — коэффициент неупругого сопротивления; определяет соотношение амплитуд вязкой (при x = 0) и упругой (x’= 0) сил сопротивления.
На практике для расчетов спектров ответа требуется определять параметры каждого отдельного сейсмоосциллятора для заданной собственной частоты «Po» и относительного демпфирования «k». Для этих целей используется простое соотношение: n = k Po / (1 + k2) 0.5, которое определяет недостающий коэффициент уравнения (1) для его численного интегрирования.

## Коэффициент динамичности
В некоторых случаях требуется оценить уровень вынужденных (установившихся) колебаний осциллятора при кинематическом вибровозбуждении ускорением 
  a (t) = Ao sin (w t) , где " w " — круговая частота вибронагрузки . Безразмерный коэффициент динамичности " D « — есть соотношение амплитуд ускорений осциллятора „Xo“» и основания «Ao» при относительной частоте вибронагрузки ( Ro = w / Po ) и относительном демпфировании " k " :
 D = 1 / { (1 — Ro2) 2 + 4 (k Ro) 2 / (1 + k 2) } 0.5 
Формула для расчета "D " по коэффициенту затухания "ζ ", представленному в уравнении (2), получается несколько проще:
 D = 1 / { (1 — Ro2) 2 + 4 (ζ Ro) 2 } 0.5 
Однако данных о коэффициенте затухания " ζ  ", как о нормированной характеристике демпфирования для конструкций и материалов, в справочниках и Нормах практически не бывает. Приоритет отдается параметрам "d " и « k», которые взаимосвязаны между собой и могут быть получены непосредственно из экспериментов. Физический смысл коэффициента затухания выявляется из формулы, получаемой из соотношения параметров уравнения (2):
 ζ = B / (2 M Po) = B / (4 °C M) 0.5 
Эта величина есть не что иное, как отношение фактической и критической вязкостей демпфера осциллятора, так как знаменатель в последней части формулы представляет собой значение коэффициента вязкого сопротивления демпфера, при достижении которого возникает апериодическое движение тела. Именно для коэффициента затухания " ζ  " уместно пояснение « в долях от критического», которое обычно приписывают в нормативных документах параметру " k " . Два этих параметра связаны между собой соотношением:
 ζ = k / (1 + k 2) 0.5 
Как нетрудно заметить, при малых значениях « k», к каким относится и весь практический диапазон его значений (0.01—0.10), разница между этими параметрами мала.